# Altes Kloster Heimerzheim

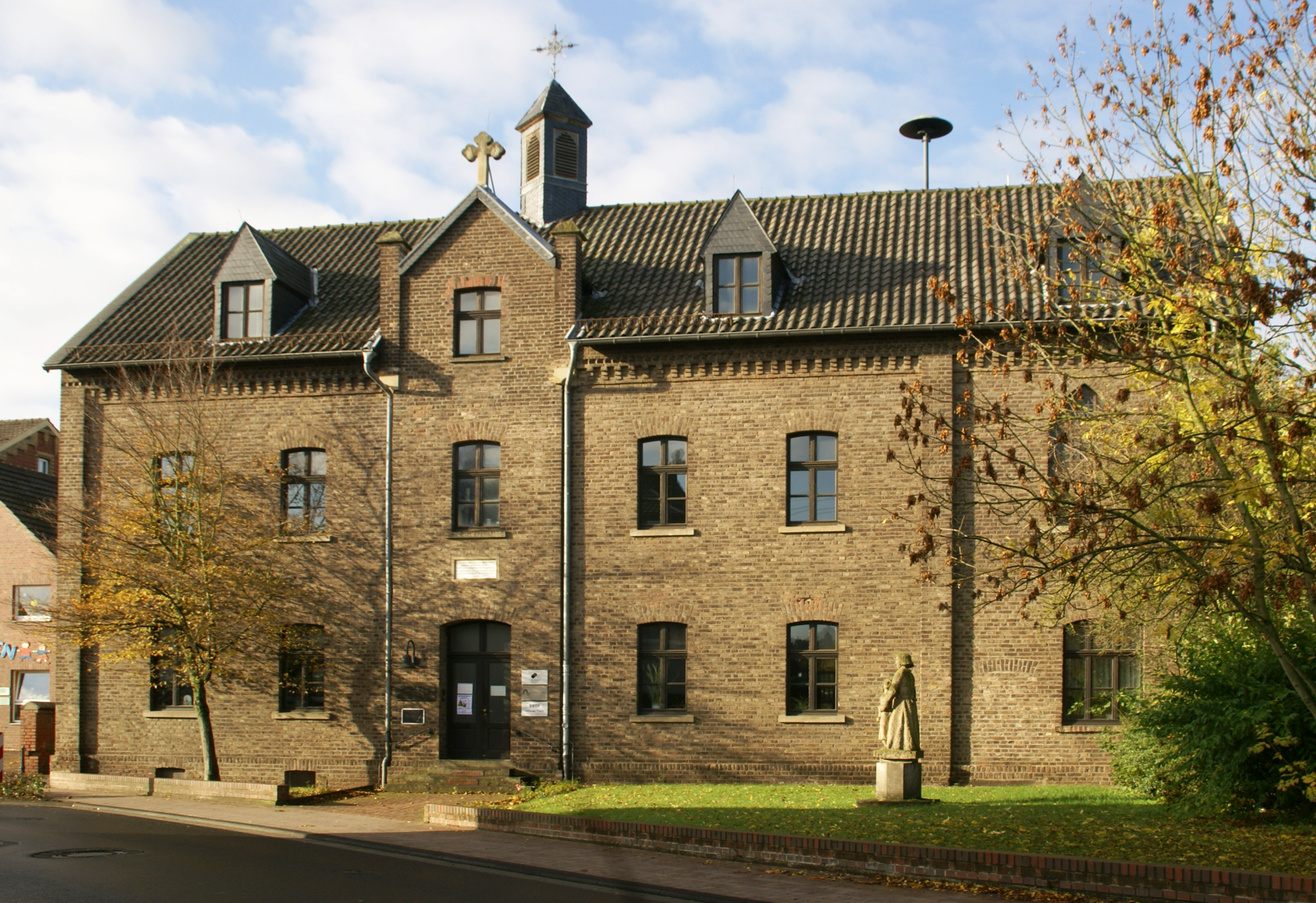
Die nach Osten gerichtete, sechsachsige Frontfassade des ehemaligen Klostergebäudes

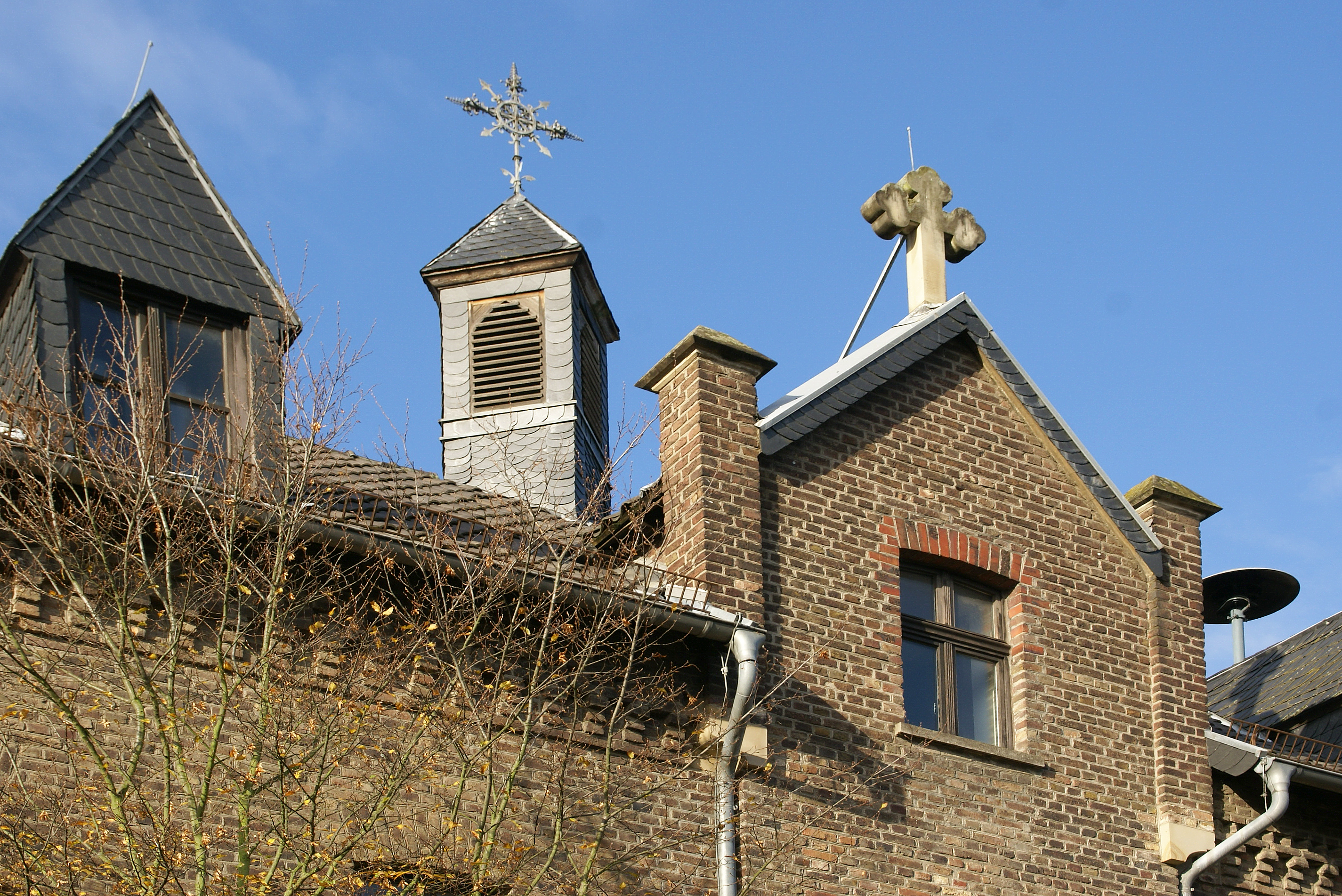
Der Glockenturm der integrierten Kapelle

Das sogenannte Alte Kloster in Heimerzheim wurde um 1890 errichtet und bis 1965 von Franziskanerinnen als Entbindungsstation, Krankenhaus und Altenheim geführt. Heute nutzt die Gemeinde Heimerzheim das in der Kölner Straße 23 gelegene Gebäude als Veranstaltungsort für gemeinnützige Organisationen. Das Haus steht unter Denkmalschutz.

## Geschichte
Die zwei Heimerzheimer Rittergutbesitzer, der katholische Philipp Freiherr von Boeselager von der Heimerzheimer Burg und der protestantische Karl Emil Wülfing (1847–1915, Vater von Emil von Wülfing), Eigentümer der Burg Kriegshoven, entschieden sich Ende des 19. Jahrhunderts, für Heimerzheim eine Entbindungsstation zu stiften. Der Franziskanerinnen-Orden in Olpe erklärte sich bereit, die Trägerschaft für das neu errichtete Krankenhaus, das auch eine Kapelle enthielt, zu übernehmen. Ein bislang in der Kirchstraße betriebenes kleineres Haus, das sogenannte „Klösterchen“ wurde geschlossen. Die Stiftungsurkunde stellte fest, dass das neue Gebäude bei einer Nutzungsänderung an die Kirchengemeinde zum weiteren Nutzen der Allgemeinheit zu übergeben sei. 1899 begannen sechs Schwestern ihre Arbeit im Krankenhaus. Neben der Geburtshilfe wurden auch Kranke gepflegt, Kinder betreut und eine Nähschule betrieben. Später wurden auch alte Menschen aufgenommen, die in einem Nebengebäude („Asyl“) wohnten. Während des Zweiten Weltkriegs wurde ein Lazarett eingerichtet. In der Nachkriegszeit führten die Nonnen wieder Entbindungen durch und unterhielten eine Kindertagesstätte. Auch wurde eine Zeitlang mit dem Müttergenesungswerk zusammengearbeitet. Im Juli 1965 gaben die verbliebenen Franziskanerinnen ihre Tätigkeit auf und kehrten in ihr Mutterhaus nach Olpe zurück.
Die Anlage ging an die Erzdiözese Köln über, von der es die Katholische Kirchengemeinde in Heimerzheim übernahm. 1968 wurde ein katholischer Kindergarten in einer zum vormaligen Kloster gehörenden Villa eröffnet. 1970 erfolgte der Bau eines weiteren Anbaus – er diente der Erweiterung des Kindergartens. Das Hauptgebäude stand dagegen mehrere Jahre leer. 1967 pachtete es die Gemeinde Heimerzheim und nutzte es zunächst als Schulgebäude. Ab 1974 trafen sich hier die katholische Gemeindejugend, Töpferinteressierte, das örtliche Tambourkorps, Angehörige des Deutschen Roten Kreuzes, die Polizei, ein Schachclub und Künstler. Nach einem Umbau in den Jahren 1986 und 1987 wurde es zur „Begegnungsstätte Altes Kloster“. So wird hier seit 2015 der offene Jugendtreff in Swisttal von der katholischen Jugendagentur in Bonn betrieben. Auch der 1988 gegründete  Kunstverein Swisttal nutzt die Räumlichkeiten für regelmäßige Ausstellungen.